# Guy-Charles Revol
 (septembre 2021).
Pour les articles homonymes, voir Revol.
Guy-Charles Revol, né le 3 octobre 1912 à Paris 20e et mort le 8 décembre 1991 à Châtenay-Malabry, est un sculpteur et médailleur français.

## Biographie

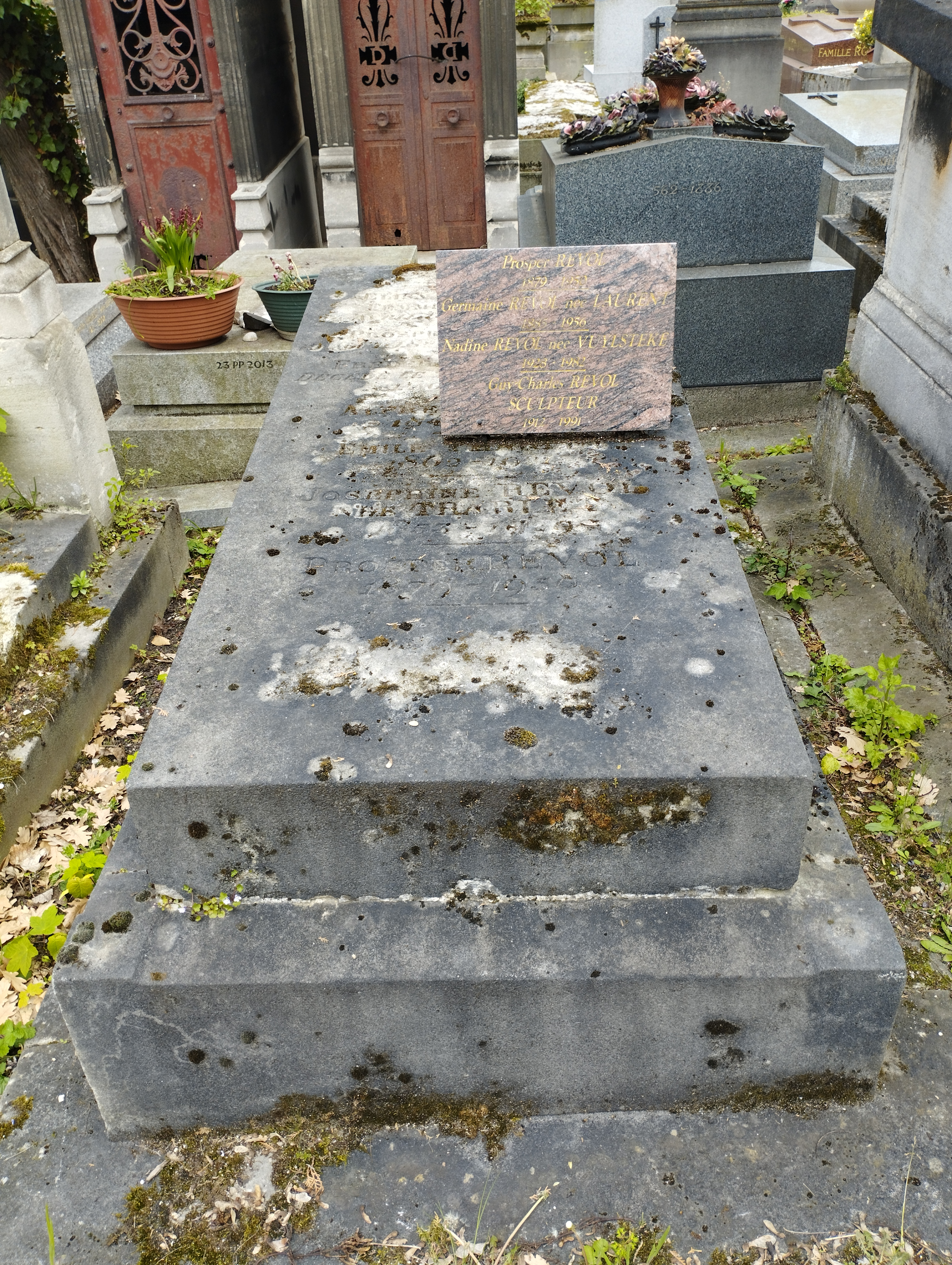
Tombe de Guy-Charles Revol au cimetière du Père-Lachaise (division 74).

Elève de Landowski, Guy-Charles Revol exécute des décorations pour des paquebots.

« A trente-trois ans, Guy-Charles Revol a étudié la sculpture avec bien des maîtres. Leurs différentes techniques, dont aucune ne correspondait complètement à son propre tempérament, ont contribué par leur diversité même à la formation de sa personnalité. Déjà sa collaboration au pavillon de la France en 1939, avait été remarqué. »

— Plaisir de France, janvier-février 1946, p. 24.
Son exposition dans le 16e, présentée par Jean Anouilh, où figurent le portrait et la statuette de Monelle Valentin en octobre 1947 a pour écho ces lignes : « N'aurait-il fait que le buste du docteur T..., Guy-Charles Revol mériterait qu'on le louât. Mais ce buste où réapparait, grâce au talent de son auteur , comme dit le poète : "ce qu'il y a de plus éternel en l'être", est accompagné, Galerie Greuze, d'autres bustes de qualité, de bas-reliefs et surtout d'aquarelles dont la parenté avec celles de Rodin n'est pas du tout gênante. » — L'Aube, 5 novembre 1947, Au long des Cimaises .
Il est inhumé au cimetière du Père-Lachaise (division 74).

## Œuvres

### Sculpture
- Poissy, square de Bussy, Vase de l'Olympe (Athéna, Zeus, Apollon, Héra), 1937.
- Boulogne-Billancourt, église Sainte-Thérèse-de-l'Enfant-Jésus, Saint-Philippe-de-Néri, haut-relief, pierre polychrome, 1942 (polychromie réalisée par Jean Lambert-Rucki).
- Puteaux, palais des sports, portail : Athlète, 1945, statue en pierre, en vis-à-vis d'un autre Athlète sculpté par Gaston Cadenat en 1943[4].

### Médaille
- République française, 1969, bronze.
- Club de Paris, vers 1985-1986, bronze.

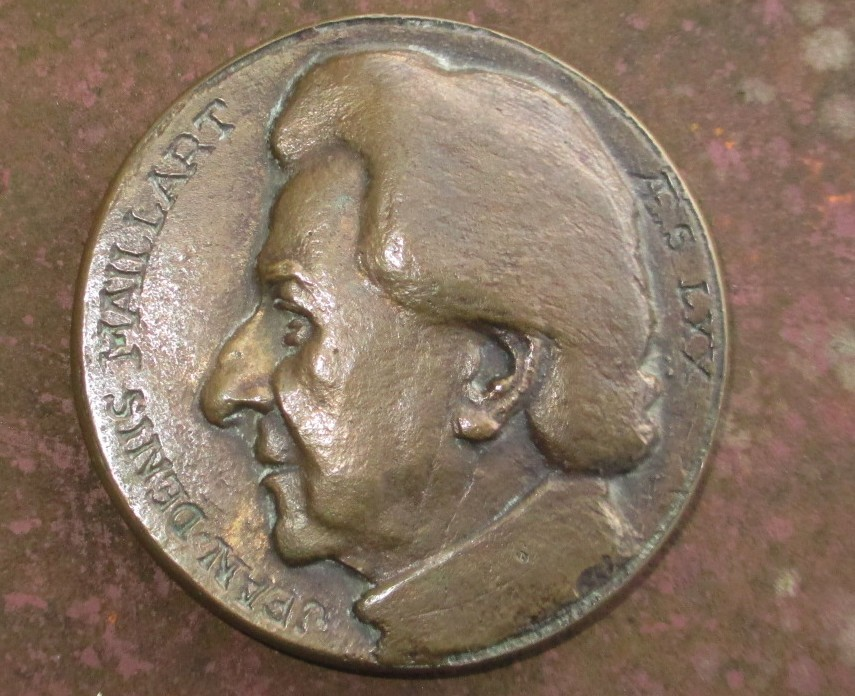
Jean-Denis Maillart par G.-Ch. Revol, 1970

- Jean-Denis Maillart par G.-Ch. Revol, 1970Rugby, bronze, 85 mm.

## Récompenses
Guy-Charles Revol reçoit le second prix de Rome en sculpture de 1937. Il obtient une médaille d'argent à  l'Exposition  universelle de 1937, et un prix à l'Exposition internationale de médailles à Madrid en 1951.

## Distinctions
Chevalier de la Légion d'honneur. - Officier des arts et des lettres